# Pseudomyrmex mandibularis
Pseudomyrmex mandibularis es una especie de hormiga del género Pseudomyrmex, subfamilia Pseudomyrmecinae.

## Historia
Esta especie fue descrita científicamente por Spinola en 1851.